# Marco Lippuner
Marco Lippuner (5 juni 1988) is een Zwitserse wielrenner.
Marco Lippuner werd in 2005 derde bij de Zwitserse Kampioenschappen tijdrijden der junioren, in 2006 won hij deze wedstrijd. In 2007 startte hij als gastrijder bij het tijdritkampioenschap van Liechtenstein, waar hij won voor alle thuisrijders. In 2009 won Lippuner met Team Hörmann de proloog van de Grand Prix Willem Tell, die als ploegentijdrit verreden werd, en werd zo drager van de leiderstrui, die hij de volgende dag weer kwijt raakte.

## Resultaten
2006
- 1e - Zwitserse Kampioenschappen - Tijdrit (Junioren)

2007
- 1e - Liechtensteins Kampioenschap - Tijdrit (als gastrijder)

2009
- 1e - Proloog Grand Prix Willem Tell (Ploegentijdrit met Team Hörmann)
- 1e - ARIF-Mannschaftsfahren La Brèvine (Ploegentijdrit met Team Hörmann)

2010
- 1e - Criterium Uzwil
- 1e - Criterium Mauren
- 1e - Criterium Rankweil